# 両広総督
両広総督（りょうこうそうとく、満洲語：ᡤᡠᠸᠠᠩᡩᡠ᠋ᠩ
ᡤᡠᠸᠠᠩᠰᡳ
ᡠᡥᡝᡵᡳ
ᡴᠠᡩ᠋ᠠᠯᠠᡵᠠ
ᠠᠮᠪᠠᠨ、転写：guwangdung guwangsi uheri kadalara amban）は、清朝の地方長官の官職である。広東省・広西省の総督として管轄地域の軍政・民政の両方を統括した。
外国貿易都市である広州を管轄するため対外事案を扱う事も多く、19世紀には三角貿易による銀流出を食い止める難しいポストになった。1840年のアヘン戦争・1856年のアロー戦争では広州は主戦場となるなど外国との衝突も多かったため、1844年には全国に先駆けてそれまで臨時官だった欽差大臣（諸外国との交渉のための全権大使）を常設し、両広総督に兼任させた。

## 沿革
- 両広総督の前身は順治元年（1644年）に設置された広東総督である。総督府は広州に置かれ、広東と広西を管轄した。
- 順治12年（1655年）、総督府を広西省の梧州に移す。
- 康熙2年（1663年）、広東総督と広西総督を分割したため、総督府を広州に移した。
- 康熙3年（1664年）、広西総督の廃止に伴い、再び広西も広東総督の管轄になる。広東総督府を広東省肇慶府に移す。
- 雍正元年（1723年）、再び広東総督と広西総督を分割。雍正2年に再度統合する。
- 雍正7年（1729年）、ミャオ族の反乱に対して西南方面の軍事指揮権を統一するため、広西省が雲貴総督の管轄下に編入される。
- 雍正12年（1734年）、広西省が広東総督の管轄に編入される。称号が両広総督に変わる。
- 乾隆11年（1746年）、両広総督府を広州に移す。
- 乾隆22年（1757年）、ヨーロッパ商人との交易を広州に限定する広東貿易体制（広東システム）が始まる。
- 道光22年（1842年）、南京条約締結。両広総督と英国香港総督との対等交渉が認められる。
- 光緒31年（1905年）、両広総督が広東巡撫を兼任するようになる。

## 歴代総督
期日は旧暦から換算したグレゴリオ暦の期日

### 明朝
- 王翺
- 韓雍
- 銭如京
- 呉桂芳
- 郭制台
- 胡応台

### 清朝

#### 広東総督（広西も管轄、順治元年～18年）
- 空席（1644年-1647年6月15日）
- 佟養甲（1647年6月15日-1651年）
- 空席（1651年-1653年7月12日）
- 李率泰（1653年7月12日-1656年3月16日）
- 王国光（1656年3月16日-1658年7月10日）
- 李栖鳳（1658年7月10日-1661年11月2日）

#### 広東総督（広東だけを管轄、順治18年～康熙4年）
- 李栖鳳（1661年11月2日-1665年4月2日）
- 盧興祖（1665年4月2日-1665年7月4日）

#### 広東広西総督（康熙4年～雍正元年）
- 盧興祖（1665年7月4日-1667年12月30日）
- 周有徳（1668年1月30日-1670年2月6日）
- 金光祖（1670年3月6日-1682年2月1日
- 呉興祚（1682年2月1日-1689年8月8日）
- 石琳（1689年8月19日-1702年12月17日）
- 郭世隆（1702年12月17日-1707年1月23日）
- 趙弘燦（1707年1月30日-1716年11月19日）
- 楊琳（1716年11月25日-1723年9月9日）

#### 広東総督（雍正元年～2年）
- 楊琳（1723年9月9日-1724年4月26日）

#### 広東広西総督（雍正2年～6年）
- 孔毓珣（1724年4月26日-1728年11月11日）

#### 広東総督（雍正6年～12年）
- 孔毓珣（1728年11月11日-1729年3月29日）
- 郝玉麟（1729年3月29日-1732年3月21日）
  - 張溥（臨時代理、1731年10月14日-1732年2月25日）
- オミダ（omida、鄂弥達）（1732年3月21日-1735年1月5日）
  - 代行：1732年3月21日-10月17日）

#### 両広総督（雍正12年～光緒31年）

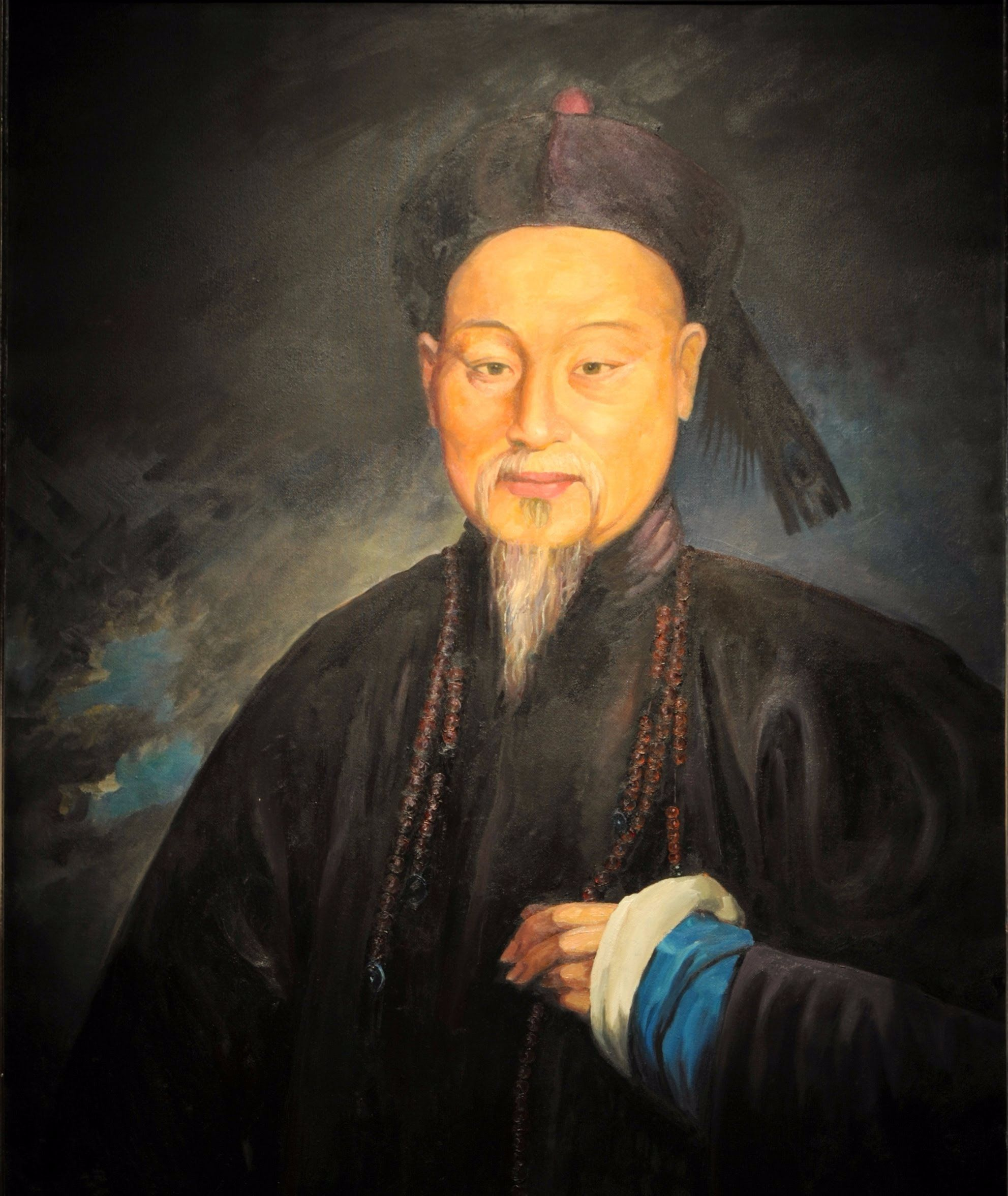
林則徐

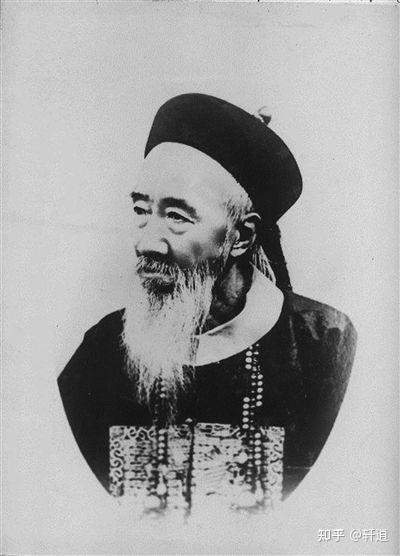
張之洞

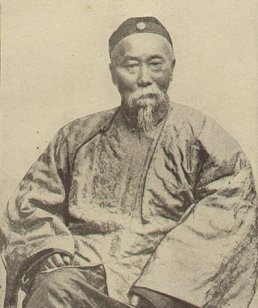
李鴻章

- オミダ（omida、鄂弥達）（1735年1月5日-1738年8月30日）
- マルタイ（martai、馬爾泰）（1738年8月30日-1744年8月10日）
  - 慶復（キンフ）（臨時代理、1741年5月28日-1743年1月28日）
  - ツェレン（ts'ereng、策楞）（臨時代理、1743年1月28日-7月17日）
- ナストゥ（nasutu、那蘇図）（1744年8月10日-1745年5月14日）
- ツェレン（第2次、1745年5月14日-1748年10月28日）
- イェンギシャン（yengišan、尹継善）（1748年10月28日-11月24日）
- ショセ（šose、碩色）（1748年11月24日-1750年2月9日）
- 陳大受（1750年2月9日-1751年11月14日）
- アリグン（arigūn、阿里袞）（1751年11月14日-1753年2月24日）
- バンディ（bandi、班第）（代行、1753年2月24日-10月16日）
- ツェレン（第3次、1753年10月16日-1754年5月3日）
- 楊応琚（1754年5月3日-1757年8月31日）
- 鶴年（ホニャン）（1757年8月31日-1758年1月14日）
  - 李侍堯が臨時代理
- 陳弘謀（1758年1月14日-1758年5月27日）
- 李侍堯（第1次、1758年5月27日-1761年5月27日）
- 蘇昌（スチャン）（1761年5月27日-1764年7月22日）
- 李侍堯（第2次、1764年7月22日-1777年2月25日）
  - 楊廷璋（臨時代理、1765年7月22日-1767年4月24日）
- 楊景素（1777年2月25日-1778年3月19日）
- 桂林（guilin、グイリン）（1778年3月19日-1780年1月11日）
- バヤンサン（bayansan、巴延三）（1780年1月11日-1784年2月20日）
- シュチャン（šucang、舒常）（1784年2月20日-1785年2月26日）
- 孫士毅（代行、1785年2月26日-9月1日）
- フレフン（fulehun、富勒渾）（1785年9月1日-1786年5月23日）
- 孫士毅（第2次、1786年5月23日-1789年2月19日）
- フカンガン（fuk'anggan、福康安）（1789年2月19日-1793年9月14日）
- 長麟（canglin、チャンリン）（第1次、1793年9月14日-1796年7月5日）
- 朱圭（1796年7月5日-9月29日）
- 吉慶（gikin、ギキン）（1796年9月29日-1802年12月17日）
- 長麟（第2次、1802年12月17日-1803年1月26日）
  - フトゥリ（hūturi、瑚図礼）が臨時代理を務める
- ウェシブ（wesibu、倭什布）（1803年1月26日-1805年1月30日）
- ナヤンチェン（nayanceng、那彦成）（1805年1月30日-12月12日）
- 呉熊光（1805年12月12日-1809年1月6日）
- ヨンボー（yongboo、永保）（1809年1月6日-2月20日）
- 百齢（beling、ベリン）（1809年2月20日-1811年2月16日）
- 松筠（sungyūn、スンユン）（1811年2月16日-11月5日）
- 蒋攸銛（1811年11月5日-1817年10月22日）
- 阮元（1817年10月22日-1826年6月22日）
- 李鴻賓（1826年6月22日-1832年9月14日）
- 盧坤（1832年9月14日-1835年10月15日）
- 鄧廷楨（1835年10月15日-1840年1月21日）
- 林則徐（1840年1月21日-10月3日）
  - 怡良（iliyang、イリャン）（臨時代理、1840年9月28日-12月4日）
- キシャン（kišan、琦善）（1840年12月4日-1841年2月26日）
- 祁𡎴（1841年2月26日-1844年3月19日）
- 耆英（kiing、キイン）（1844年3月19日-1848年7月4日）
  - 徐広縉（臨時代理、1848年2月3日-1848年7月4日）
- 徐広縉（1848年7月4日-1852年9月7日）
- 葉名琛（1852年9月7日-1858年1月26日）
- 黄宗漢（1858年1月26日-1859年5月4日）
- 王慶雲（1859年5月4日-10月7日）
  - 柏貴（ベグイ）（臨時代理、1859年5月4日-21日）
  - 労崇光（臨時代理、1859年5月21日-10月7日）
- 労崇光（1859年10月7日-1862年10月17日）
- 劉長佑（未着任、1862年10月17日-1863年2月14日）
- 晏端書（臨時代理、1863年2月14日-7月6日）
- 毛鴻賓（1863年7月6日-1865年3月7日）
- 呉棠（代行、1865年3月7日-13日）
- 瑞麟（žuilin、ルイリン）（1865年3月13日-1874年10月17日）
  - 代行：1865年3月13日-1866年9月25日）
- 英翰（インハン）（1874年10月17日-1875年9月2日）
  - 張兆棟（臨時代理、1874年10月17日-1875年3月31日）
- 劉坤一（1875年9月2日-1879年12月27日）
  - 裕寛（ioikuwan、ユクワン、第1次臨時代理、1878年12月18日-1879年12月27日）
- 張樹声（第1次、1879年12月27日-1882年4月19日）
  - 裕寛（第2次臨時代理、1879年12月27日-1880年5月20日）
- 裕寛（第3次の代行、1882年4月19日-5月6日）
- 曽国荃（1882年5月6日-1883年7月13日）
- 張樹声（第2次、1883年7月13日-1884年5月22日）
- 張之洞（1884年5月22日-1889年8月8日）
- 李瀚章（1889年8月8日-1895年4月13日）
- 譚鍾麟（1895年4月16日-1899年12月19日）
  - 1898年8月30日～11月1日に正式官職名が両広総督兼広東巡撫になる
- 徳寿（dešeo、デシェウ）（李鴻章が代理、1899年12月19日-1900年5月24日）
- 李鴻章（1900年5月24日-7月9日）
- 徳寿（第2次の代行、1900年7月9日-9月16日）
- 鹿伝霖（1900年9月16日-26日）
- 陶模（1900年9月26日-1902年7月2日）
- 徳寿（第3次の代行、1902年7月3日-1903年4月18日）
- 岑春煊（1903年4月18日-1905年7月23日）

#### 両広総督兼広東巡撫（光緒31年～宣統3年）
- 岑春煊（第1次、1905年7月23日-1906年9月11日）
- 周馥（1906年9月11日-1907年5月28日）
- 岑春煊（第2次、1907年5月28日-8月12日）
- 張人駿（1907年8月12日-1909年6月28日）
- 袁樹勲（代行、1909年6月28日-1910年10月29日）
- 増祺（ヅェンキ、dzengki[1]）（広州将軍代理の張鳴岐が代理を兼ねる、1910年10月29日-1911年4月14日）
- 張鳴岐（1911年4月14日-11月8日）
- 李準（1911年11月26日）未着任

## 総督府
- 1746年以後、両広総督府は広州にあった。アロー戦争中の1857年に英仏連合軍に広州が占領された際には総督府の建物は破壊され、跡地には1888年に石室聖心教堂が建てられた。

## 参考資料
- 清史稿　巻一百十六・志九十一　『職官三：外官』